# Nakadomari
Nakadomari (japanska: 中泊町?, Nakadomari-machi) är en landskommun (köping) i Aomori prefektur i Japan.  
Kommunen består av två åtskilda områden; den södra delen kring orten Nakasato och den norra delen kring orten Kodomari. 